# Yohana Yembise
Yohana Susana Yembise (ur. 1 października 1958 w Manokwari) – indonezyjska uczona i polityk, minister ds. wzmocnienia pozycji kobiet i ochrony dzieci.
Ukończyła studia z zakresu dydaktyki języka angielskiego na Uniwersytecie Cenderawasih. W 1992 roku otrzymała dyplom z językoznawstwa stosowanego w singapurskim Regional Language Center (RELC), SEAMEO, a w 1992 roku uzyskała stopień magistra w Katedrze Edukacji Uniwersytetu Simona Frasera (Kanada). Doktoryzowała się w 2007 roku na Uniwersytecie w Newcastle (Australia). W 2012 roku została mianowana profesorem.
W 2014 roku została powołana na stanowisko ministra ds. wzmocnienia pozycji kobiet i ochrony dzieci. Stała się pierwszą minister z Nowej Gwinei w historii państwowości indonezyjskiej.